# کاربن

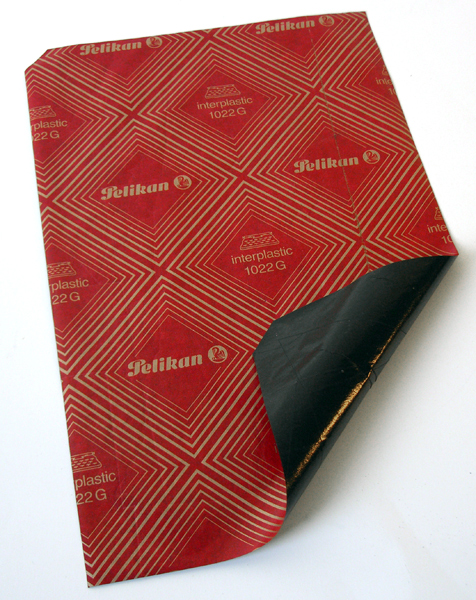
یک نوع کاغذ کاربن

کاغذ کاربن، کاربن یا کاغذ کربنی، کاغذی است که یک سوی آن با مرکب خشک‌شده یا رنگدانه پوشش داده شده‌است. از کاربون‌ها برای رونوشت برداشتن از یک متن یا طرح به صورت همزمان با نسخه اصلی استفاده می‌شود. رنگ رونوشت کپی بستگی به رنگ جوهر کاربن دارد.